# Слюсаренко Анатолій Гнатович
Слюсаренко Анатолій Гнатович (15 серпня 1938 — 16 грудня 2024) — український науковець, академік НАПН України (2003), академік АН ВШ України, доктор історичних наук (1982), професор (1983).

## Біографія
Народився в селі с. Студениця Коростишівського району на Житомирщині. У 1966 р. закінчив історичний факультет Київського державного університету ім. Т. Г. Шевченка. З 1969 по 1971 — навчався в аспірантурі КДУ. 1971 року Захистив кандидатську дисертацію «Керівництво Комуністичної партії України розвитком творчої співдружності працівників науки та промисловості (1959—1965)», а 1982 — докторську «Керівництво КПРС розвитком науки та впровадженням її результатів у промислове виробництво в умовах зрілого соціалізму (досвід партійних організацій України)».
В університеті працював з 1966 на різних посадах: завідувач кабінету історії, асистент, доцент, професор, завідувач кафедри історії СРСР та кафедри новітньої історії України, з 1988 по 2003 рр. — декан історичного факультету університету. Під його керівництвом підготовлено та захищено більше 30 кандидатських та 8 докторських дисертацій. Очолював науково-методичну комісію з історії, був членом експертної та фахової рад Міністерства освіти та науки України, працював головою спеціалізованої ради по захисту докторських та кандидатських дисертацій, членом аналогічної ради в Інституті історії України НАН України, головним редактором історичної серії наукового журналу «Вісник Київського університету». Обраний член-кореспондент (1999), а згодом академіком НАПН України (10.04.2003 р., Відділення вищої освіти).
Читав нормативні курси: «Новітня історія України», «Основи екології» та спеціальний курс — «Історія освіти та науки України»; проводить семінарські заняття з курсів «Новітня історія України», «Історія СРСР».

## Основні праці
Досліджує історію українського конституціоналізму, державотворчі процеси в сучасній Україні. Автор і співавтор понад 130 наукових та навчально-методичних праць, у тому числі — 2 підручників і більше 20 навчальних посібників:
- «КПСС и прогресс науки в развитом социалистическом обществе: Из опыта работы партийных организаций Украины по развитию науки и внедрению ее достижений в производство» (1978);
- «В борьбе за повышение эффективности научных исследований (на материалах г. Киева)» (1982, у співавт.);
- «Расцвет духовной культуры трудящихся Советской Украины в братской семье народов СССР» (1984);
- «Нові політичні партії України» (1990, у співавт.);
- «Моя Україна: Подорож в історію» (1994, у співавт.);
- «Історія української Конституції» (1997, у співавт.);
- «Україна в ХХ столітті: 1900—2000: Збірник документів і матеріалів» (2000, у співавт.);
- «Україна на зламі історичних епох. Державотворчий процес 1985—1999 рр.» (2000, у співавт.);
- «Застереження історією (українська радянська державність у координатах більшовицької етнополітичної моделі: 1918—1920-ті роки)» (2002, у співавт.);
- «Історична наука: термінологічний та понятійний довідник» (2002, у співавт.);
- «Історія України. Навчально-методичний посібник для семінарських занять» (К., 2006).

## Нагороди та відзнаки
- Нагорода Ярослава Мудрого (1998 р.)[4]
- Орден «Знак Пошани»
- Почесна відзнака Президента України
- Орден «За заслуги» (Україна) II, III ступенів
- дві медалі
- Заслужений працівник освіти України (1994 р.).